# 인천사랑병원
인천사랑병원(Incheonsarang-hospital)은 인천광역시 미추홀구에 있는 종합병원이다.

## 역사
- 1998년 인천사랑병원 개원
- 2000년 9월 지역응급의료기관 지정
- 2009년 6월 인천사랑노인요양원 개원